# Ptychopyxis grandis
Ptychopyxis grandis är en törelväxtart som beskrevs av Airy Shaw. Ptychopyxis grandis ingår i släktet Ptychopyxis och familjen törelväxter. Inga underarter finns listade i Catalogue of Life.